# Timo Ameruoso

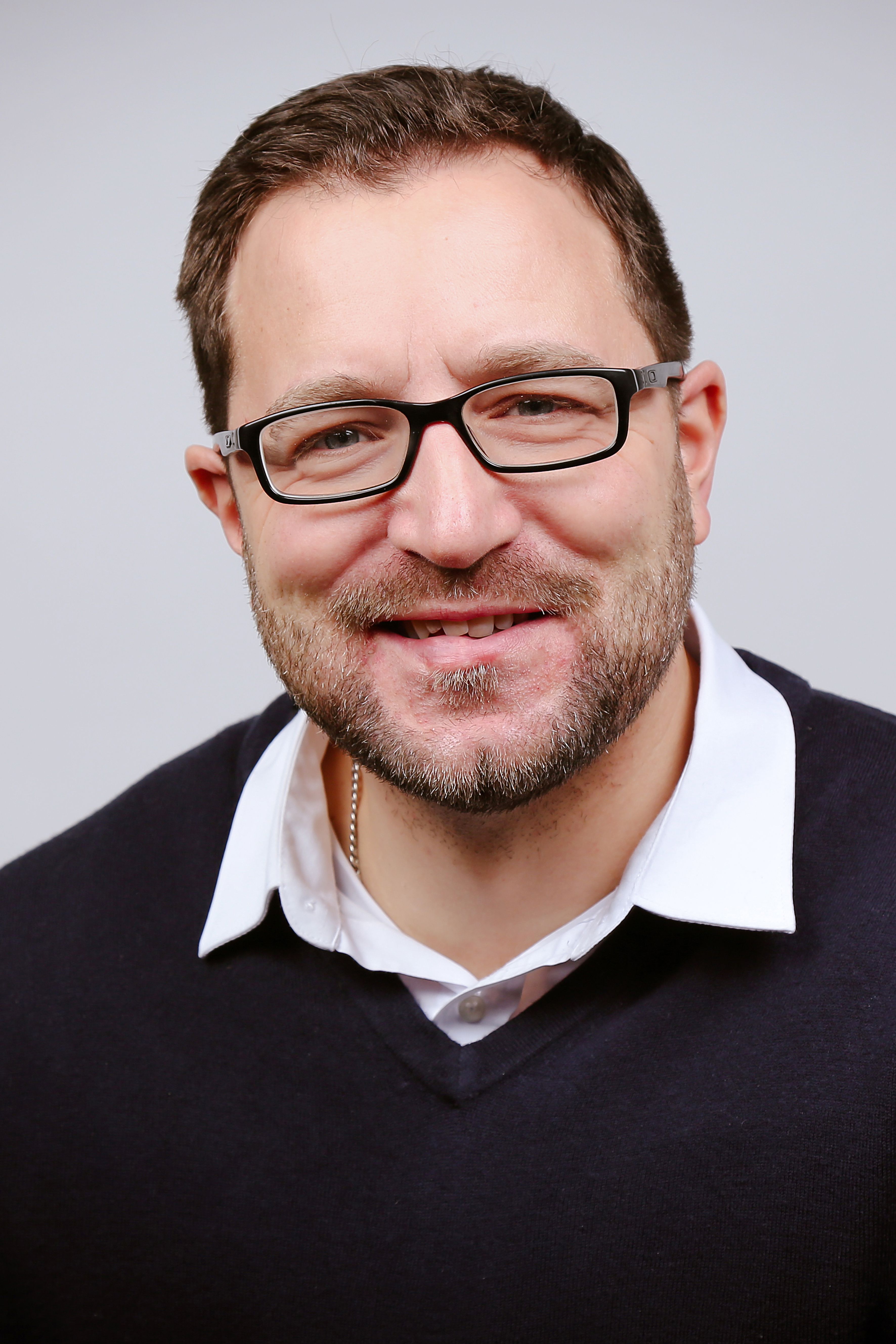
Timo Ameruoso, 2019

Timo Ameruoso (* 7. August 1978 in Seeheim-Jugenheim) ist ein deutscher Pferdetrainer und Buchautor. Er hält Vorträge, Workshops und Trainings in Deutschland und Brasilien.  Als er am 19. Mai 1995 einen Verkehrsunfall mit seiner Vespa hatte, verletzte er sich schwer; seither ist er ab dem 8. Brustwirbel querschnittgelähmt.

## Ausbildung
Ameruoso schloss 2001 seine Lehre als Bauzeichner ab und arbeitete bis 2016 in seinem erlernten Beruf.

## Tätigkeitsschwerpunkte
Nach seiner Querschnittslähmung hatte Ameruoso das Ziel, sich als Dressurreiter für die Paralympics zu qualifizieren, konnte dieses Ziel aber nach einem schweren Reitunfall am 28. Juli 1999, nach dem er längere Zeit im Koma verbrachte, nicht mehr verfolgen.
Ameruoso beschäftigte sich zunehmend mit dem Wesen der Pferde und widmete sich seiner Tätigkeit als Pferdetrainer. Er gibt Telefoncoachings und Trainings für Reiter und Pferde, hält Motivationsvorträge und Seminare für Großkonzerne und mittelständische Unternehmen. Im Juli 2015 berichtet der Hessische Rundfunk in einem Facebook-Beitrag der Hessenschau über Ameruoso und das von ihm entwickelte System des autodynamischen Reflexionsprinzips. Es folgten Berichte in sozialen Medien und Print- und Online-Medien, etwa von der Tageszeitung Die Welt.
2015 lehrte er an der brasilianischen Pferdeuniversität Universidade do Cavalo. Am 17. November 2017 veröffentlichte der Rowohlt Verlag Ameruosos Buch Zum Aufgeben ist es zu spät!. Im April 2018 folgte die Neuauflage seines Pferde-Fachbuchs Seitenblicke beim Rowohlt Verlag.
Ameruoso lebt mit seiner Frau in Stockstadt am Rhein, Hessen.

## Auszeichnungen
- 2015: Zweitplatzierter bei der Wahl zum Hessen des Jahres 2015 vom Hessischen Rundfunk.[8]

## Publikationen
- Timo Ameruoso: Zweierlei Leben. Mein schmerzhafter Weg zu wahrer Erkenntnis. Wu-Wei-Verlag, Schondorf 2006, ISBN 3-930953-22-6
- Mit Doris Mendlewitsch, Timo Ameruoso: Zum Aufgeben ist es zu spät! – Fünf Dinge, die Pferde uns über das Leben lehren. Rowohlt Verlag, Reinbek bei Hamburg 2017, ISBN 978-3-499-63337-9.
- Timo Ameruoso: Seitenblicke: Auf dem Weg zur ultimativen Beziehung zwischen Pferd und Mensch. Rowohlt Verlag, Reinbek bei Hamburg 2018, ISBN 978-3-499-60666-3.